# Галич (Россия)
Га́лич — город (с 1159) в Костромской области России, самостоятельное муниципальное образование — городской округ Галич, административный центр Галичского муниципального района. Город входит в перечень поселений России, имеющих официальный статус «исторических».
Город областного значения.

## История

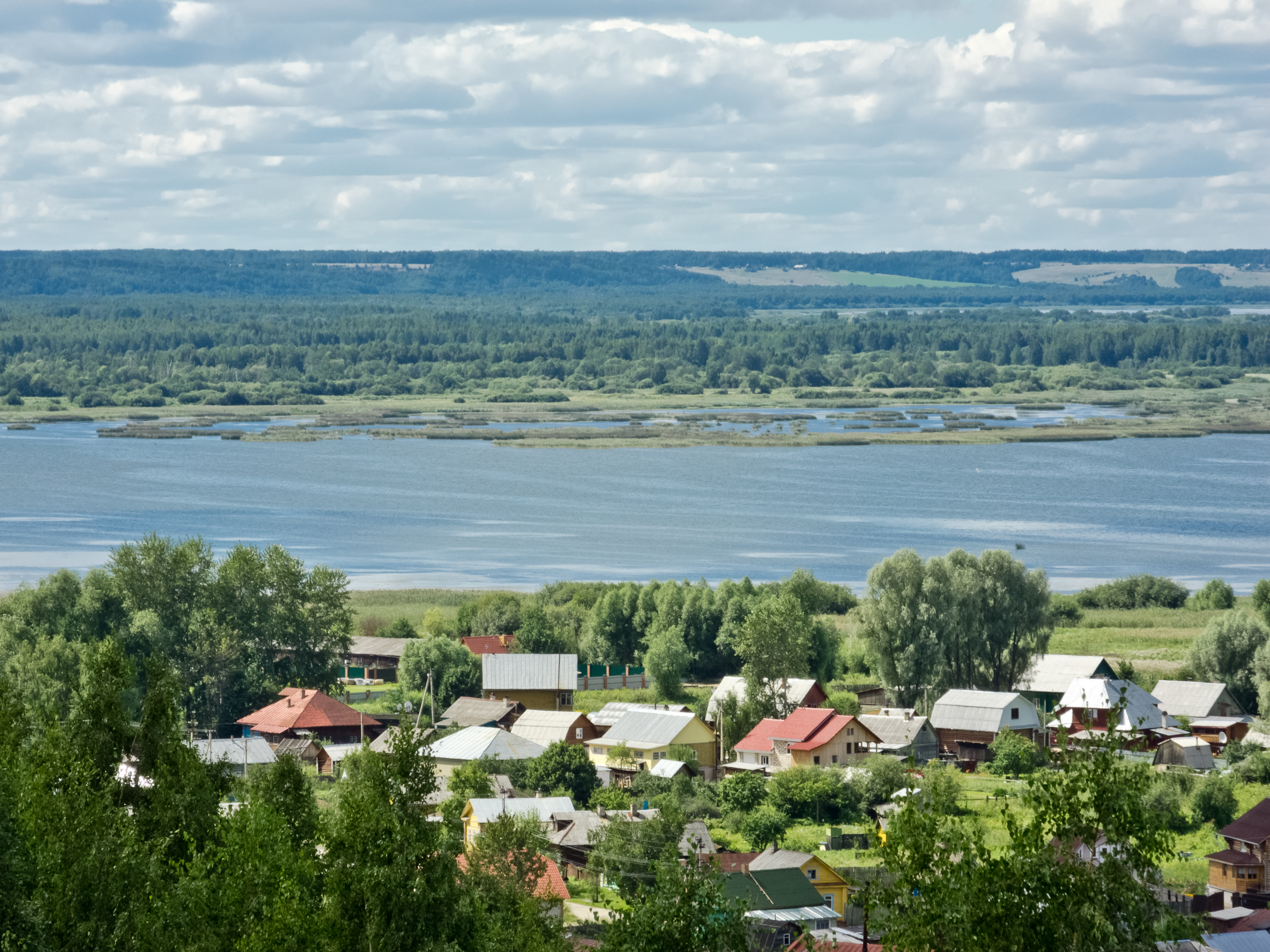
Вид с горы Балчуг на город и Галичское озеро

### Древнейшее время
Территория Галича ещё с давних времён была заселена человеком. Об этом свидетельствуют такие древние неолитические стоянки, как Галичская горка.
Датой основания обычно считается 1159 год. Во время правления князя Юрия Долгорукого, который в то время укреплял границы Ростово-Суздальского княжества, Галич был призван играть роль форпоста Северо-Восточной Руси в освоении Севера и Вятской земли.
Однако в письменных источниках он впервые упомянут под 1237 годом, когда в Лаврентьевской летописи указывалось, что татары «плениша всё по Волзе доже и до Галича Мерьского».
Первые археологические исследования города, осуществлённые в 1957 году, показали, что культурный слой с керамикой XII века заходит под основание вала Нижнего городища — древнейшей крепости Галича. В самой насыпи обнаружены несколько фрагментов керамики, датированные исследователем XI—XII веками, был сделан вывод о том, что к середине XII века на месте будущего города существовало уже славянское поселение. В 2009 году исследование Нижнего Городища было продолжено. Подтверждено наличие древнерусского слоя XII века. Вместе с тем, посёлок XI века, существовавший на месте будущего городища, хотя и подтверждается как отдельными находками, так и впервые выявленными погребальными комплексами со следами языческой обрядности, соотнесён с «мерянским» населением.
В 1246 году город Галич стал столицей самостоятельного княжества, образовавшегося после смерти великого князя владимирского Ярослава Всеволодовича. Первым князем Галича был Константин Ярославич — сын Ярослава Всеволодовича, брат Александра Невского. В 1255 году он умер и Галичем стал править самостоятельный князь, его сын Давид Константинович. Никоновская летопись сообщает, что в 1280 году «преставися князь великий Давид Константинович Галичский и Дмитровский». Таким образом, Галич во второй половине XIII века был центром княжеской волости. Во второй половине XIII—XV веках Галичскому княжеству принадлежали обширные земли в бассейнах Галичского и Чухломского озёр, по левобережью Волги, реке Костроме и её притокам, по среднему течению рек Унжи и Ветлуги. Среди населённых пунктов того времени известны Чухлома и Соль Галицкая, которые были достаточно богаты и густо заселены. Сам Галич того времени был один из центров обороны русских земель. В 1-й половине XIV века Галич был в составе «купель» Ивана Калиты. Галичские князья продолжали управлять княжеством, но потеряли свою независимость. В 1362 году, по словам Никоновской летописи, «князь великий Дмитрий Донской съгна с Галичского княжения князя Дмитрия Галицкого». Город вошёл в состав великого княжества Московского. Галич непосредственно подчинялся великому князю, и Дмитрий Донской распоряжался в Галиче, как в своей вотчине. Так, в 1378 году митрополита Пимена, отвергнутого великим князем, отправили на заточение в Галич, а затем в Чухлому.
После смерти Дмитрия Донского Галич достался его сыну Юрию Дмитриевичу. Имея стратегически важное значение — прикрывая центральные части Московского великого княжества с северо-востока — Галич подвергался нашествиям его противников. В 1398 году во время войны Новгорода с великим князем Василием Дмитриевичем новгородцы захватили Великий Устюг и опустошили окрестности Галича. В 1408 году до Галича доходили отряды Едигея. В декабре 1428 года к Галичу «приходиша Татаровя безвестно и стоя» (они простояли у стен города месяц, но взять его не смогли).
В XV веке галицкие князья принимают активнейшее участие в Междоусобной войне в Московской Руси (1425—1453). Потерпев в ней поражение, галицкий князь Дмитрий Шемяка бежал в Новгород, где был отравлен, а сам Галич был в 1450 году окончательно присоединён к Москве. С этого времени он стал центром уезда, в состав которого вошли Судайская, Чухломская, Солигаличская, Парфеньевская, Кологривская и Унженская осады. Для управления такой огромной территорией в Москве был создан особый приказ, называвшийся Галицкой четью.

### XVI—XVII века

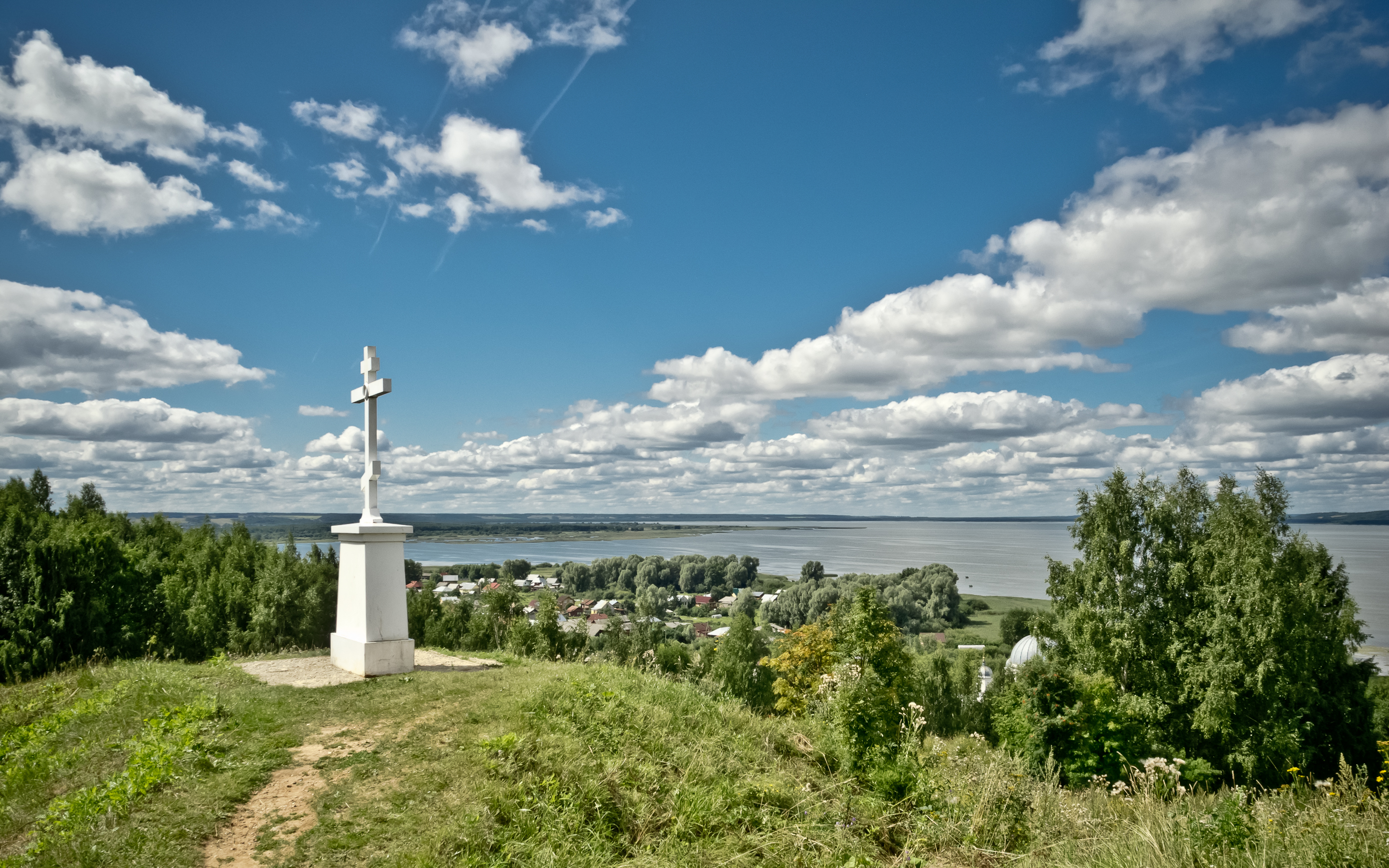
Православный крест на Балчуге

В 1506 (7014) году дарована Жалованная грамота Великаго Князя Василия Иоанновича Галицким рыболовам — основание рыбной слободы, одного из важнейших факторов экономической жизни города.
После присоединения к Москве Галич стал опорным пунктом Москвы в борьбе с Казанским ханством, поэтому в Галиче была построена третья по счёту крепость.
Осенью 1522 года казанский хан Сахиб Герай организовал новые набеги на восточные русские земли. В сентябре отряды татар и луговых черемисов совершили набеги на Галицкую землю.
В 1522 году «сентября в 15 день, приходили татары и черемисы в Галицкие волости, попленили их много, а людей посекли, и заставу великого князя в Парфеньеве разогнали, а воевод посекли, а иных в поло повели». Затем «того же месяца в 28 день, ударили татары на Унжу безвестно, на монастырь, и церковь Николы чудотворца пожгли, и людей в полон повели, а иных иссекли. И воевода галицкий Андрей Пиялов пошёл за ними в погоню с галичскими детьми боярскими».
Оборонное значение Галич сохранял вплоть до 1552 года, когда Казанское ханство было присоединено к Москве. Однако вооруженные столкновения с мятежными черемисами продолжали происходить и во второй половине XVI века.
1587—1591 годах в ссылке в Галиче находился Василий Иванович Шуйский.
В эпоху Смутного времени (согласно польской историографии, это две так называемые Димитриады — первая и вторая) Галич и ряд городов на северо-восток от Москвы оказался в руках поляков. В декабре 1608 года вспыхнуло восстание: многие города «отложились от вора». Лжедмитрий II направил войска на подавление. 3 января 1609 года поляки  под руководством пана Лисовского сожгли город и разорили его полностью. Дозорная книга по городу Галич от 1620 года засвидетельствовала ещё одно раззорение города от литовцев в 7126 (1619) году. Масштаб разрушений в городе: около 350 дворов в Галиче было признано нищими, а из 239 торговых мест пятая часть стояла пустая. На основании этой писцовой книги П. П. Смирнов сделал вывод о том, что за годы Смуты население Галича сократилось в шесть раз.
Галич оказался в центре страны, потерял своё оборонное значение, но постепенно окреп экономически, поскольку через него шла торговля с Сибирью, Галич торговал с Архангельском, Великим Устюгом, Мангазеей,  Вяткой и Москвой, а позднее и с Санкт-Петербургом. Отсюда шла торговля мехами с Западной Европой и Азией, также была развита торговля рыбой. В средневековом Галиче и его округе было 10 монастырей.

### XVIII век — начало XX века

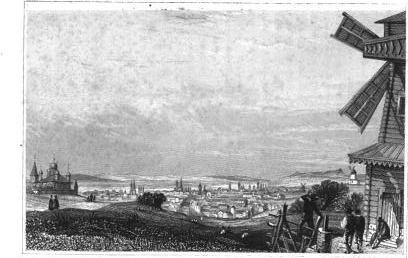
Галич в 1839 году. Рисунок

По указу Петра I в 1709 году Галич вместе с другими северо-восточными городами отошёл к Архангелогородской губернии, после учреждения в 1778 году Костромского наместничества, а затем губернии стал уездным городом и получил свой герб: в червлёном поле воинская арматура с выходящим из неё крестом Иоанна Крестителя. С этого времени меняется облик города, поскольку он стал застраиваться согласно новому регулярному плану.
В начале XIX века городничий Галича Ардалион Алексеевич Левшин.
По свидетельству П. П. Свиньина, изданному в 1839 году: Домов считается в Галиче около тысячи, из коих до 70 каменных, принадлежащих обывателям, и три казённых. Жителей около 5000 обоего пола душ. Прекрасная аптека, хороший лекарь, искусная повивальная бабка, — всё это путешественник отыщет в Галиче.
Согласно утверждениям Свинина, озеро давало городу 10 тысяч пудов рыбы, что составляло 40 тысяч рублей ежегодного дохода.
К этому времени в городе было более 15 каменных храмов:
- Благовещенский собор 1808—1815; Преображенский собор 1774
- Цареконстантиновская 1754—1770
- Христорождественская 1655; Смоленская 1799
- Николаевская 1758; Богоявленская 1683—1710
- Вознесенская (Георгиевская) 1801
- Воскресенская 1800
- Варваринская 1794
- Параскевинская 1812
- Васильевская 1768; Васильевская зимняя 1798
- Богоотцовская 1799
- Троицкий собор 1839-1859; Церковь Иакова 1833
- Собор Введения Пресвятой Богородицы 1798
- Космодамианская 1755

По данным переписи 1897 года, в Галиче проживало 6237 человек.
В первой половине XIX века в городе появляются промышленные предприятия. В 1845 году галичские купцы Вакорин и Редькин создали меховой завод по обработке беличьих шкурок, в 1852 году тот же Вакорин открыл завод по обработке лисьих шкур, а в 1854 году — перчаточную фабрику.
В Рыбной слободе с 1872 года функционировала школа. Сначала это было одноклассное мужское училище. Позже в неё вошла одноклассная церковно-приходская школа для девочек при церкви св. Василия Великого, существовавшая с 1892 года. В 1902 освещено новое здание и школа стала называться «Рыбно-слободское начальное народное училище со сроком обучения в три года». С таким названием школа просуществовала до 1918 года.
К началу 1880-х город уже соединен в общую телеграфную сеть Министерства почт и телеграфов Российской империи. В 1882 новая телеграфная линия протянута из Галича через Чухлому уже до Солигалича . В 1885 году телеграфная станция Галича приняла и отправила 3396 телеграмм.
1901 г. Городским головой избран купец Нешпанов Иван Михайлович. Занимал пост до 1917.
При И. М. Нешпанове и его непосредственном участии было построено новое здание для Рыбнослободского училища (1901-1902).
Городскою Управой рыбные ловли на Галичском озере сдаются в аренду обществу Рыбной слободы. К началу XIX века рыбаки вылавливали до 160 тонн рыбы в год. Доход города от рыбных промыслов в 1903 г. составлял 1200 р. — 4,5 % от всего бюджета города.
1905 г. водонапорная станция и водопровод, 1908 общественные бани, 1907 женская, 1908 мужская гимназии, 1912 детский воспитательный приют, 1913 разбит городской сад.
В начале XX века в Галиче была открыта железная дорога. Особенно ратовал за проведение железной дороги уроженец Костромской губернии Иван Сытин, считавший, что именно железная дорога поможет Галичу превратиться в крупный промышленный центр. В 1905 году в Галич прибыл первый поезд, участок дороги был открыт в ноябре 1906 года. Железная дорога, соединившая Санкт-Петербург с Уралом, резко подтолкнула промышленное развитие города: к 1913 году количество заводов выросло до 68, а выпуск на них продукции удвоился по сравнению с предыдущим десятилетием.
Отчёты Галичского уездного собрания за 1905-1908 г.г. говорят о том, что в этот период в городе функционировали: Торговый дом братьев Каликиных со своим кожевенным заводом, Торговый дом братьев Павловских со своим кожевенным производством, купцы Бородатовы со своим кожевенно-меховым производством (всего в Галиче в 1905 году было 5 кожевенных заводов), кирпичный завод Рудомазина, кирпичный завод Загвоздкина, железо-скобяное производство Ушакова, винно-водочное производство Сотникова, пивоваренный завод Архангельских, винокуренный Громова, казённый винный склад, работала широкая торговая сеть как оптовая, так и розничная - в городе 107 лавок. В Галиче функционировали три рынка: ремесленников, сенной и дровяной. Была учреждена Никольская ярмарка. Работало большое количество ремесленников: сапожников, шорников, гончаров, белошвеек и портных. Из них были целые улицы и слободы. Работало несколько пекарен и кондитерских, работала паровая и ветряная мельницы, 3 деревообрабатывающих производства и предприятия по производству сыра и масла. Общее количество предприятий в Галиче в 1905 году равнялось 23, а уже в 1912 году оно выросло до 68. Это давало ощутимые доходы в городскую казну.
В доме купца С. Парфёнова в 1905 году была открыта народная библиотека, при которой функционировал краеведческий уголок. В 1904 году в доме купцов Архангельских был оборудован на народные средства Зимний театр, а в 1910 году в городском саду строится Летний театр. В Галиче работало несколько театральных коллективов, несколько хоров. Ставились не только полноценные драматические спектакли, но и оперы и музыкальные оперетты.
В 1909 году выпускницей консерватории Адель Конрадовной Барсуковой была открыта первая музыкальная школа в Галиче.
В Галиче работала частная типография Александрова и издавалась газета «Галичанин», редактором которой был Давид Яковлевич Левенталь.
В городе было две пожарных части, одна городская, построенная на деньги мещан и купечества в 1899, другая принадлежала обществу Рыбной слободы.

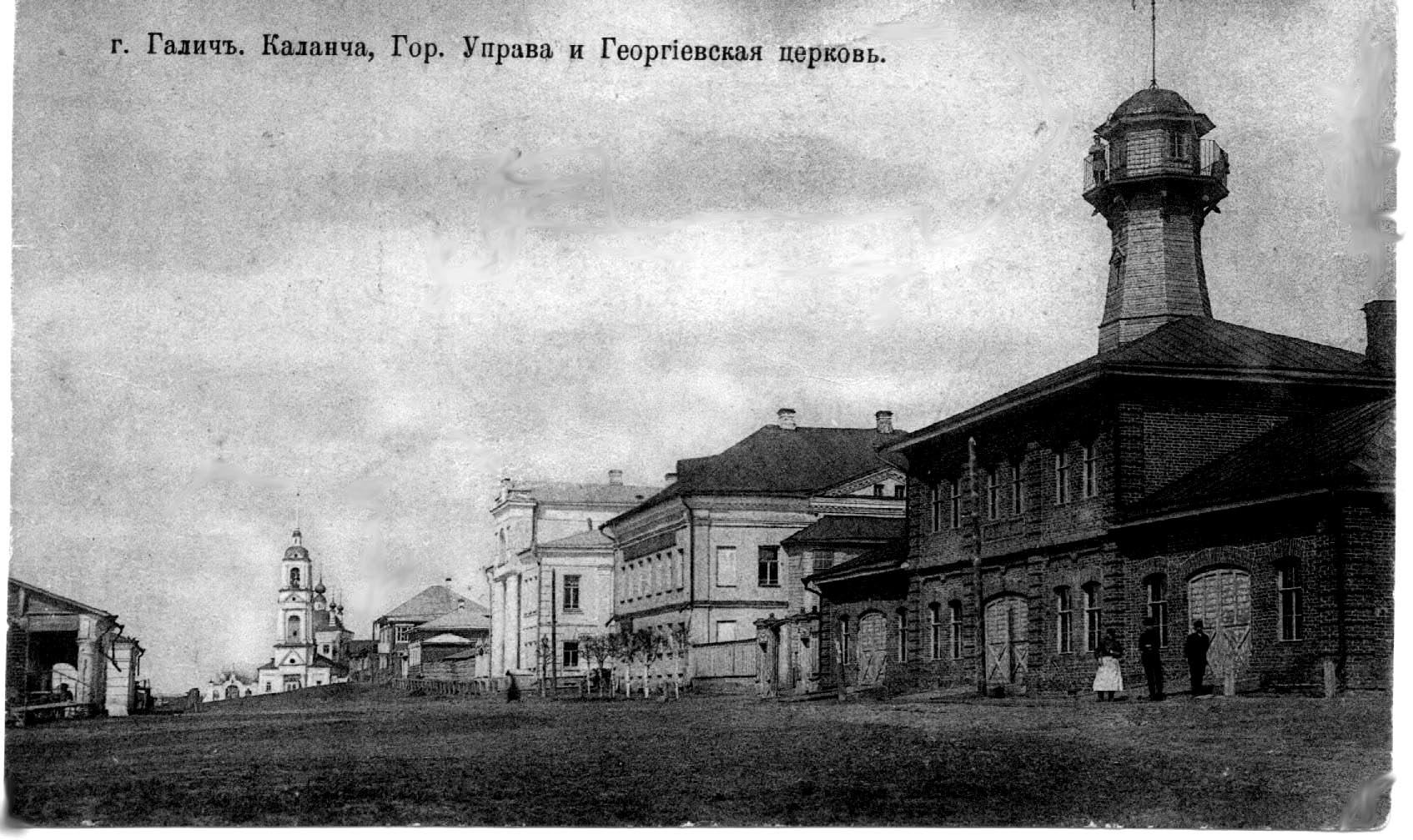
Галич пожарная каланча. фото М.М. Смодора 1910 год

Из централизованных городских учреждений в городе также имелась сеть уличного освещения, представленная несколькими керосино-калильными фонарями системы Галкина "Россия", расположенными на площади и по улицам Пробойной, Успенской, Царевской. Фонари появляются на фотографиях города с 1913 года.
На 1911 год в Галиче действуют следующие учебные заведения: а) духовного ведомства: Галичское духовное училище и Васильевская церковно-приходская школа и б) министерства народного просвещения: мужская гимназия, женская прогимназия, городское четырехклассное училище, два городских приходских мужских училища, женское приходское двухклассное училище и Рыбно-Слободское приходское училище. Земство содержит больницу, одна богадельня.

### XX—XXI века

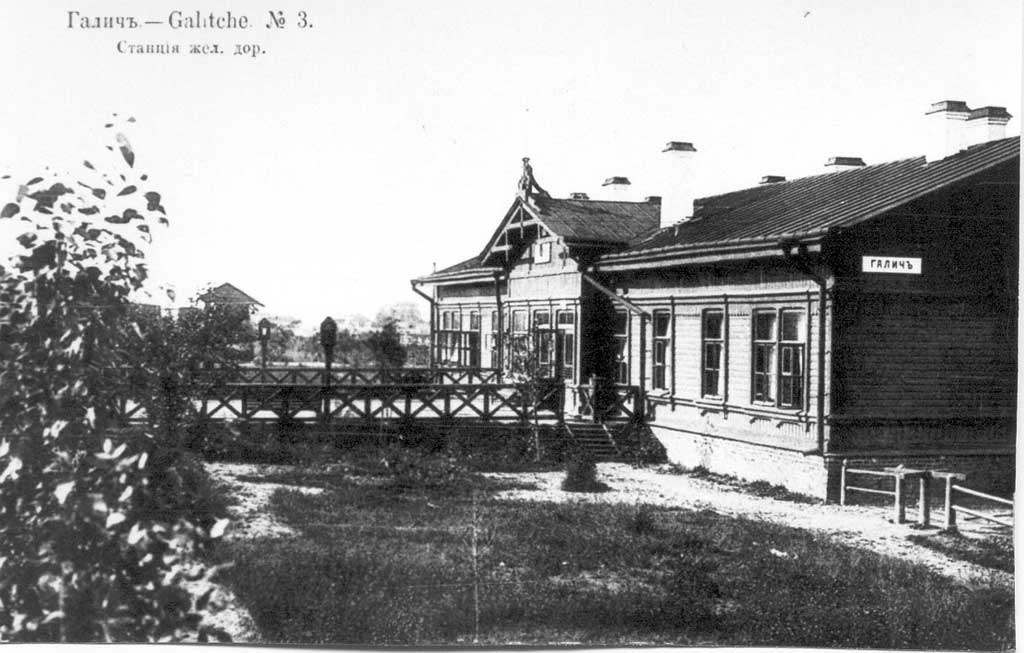
Железнодорожная станция в Галиче. Начало XX века

После революции 1917 года Галич продолжает развиваться как один из крупных промышленных центров края. На базе дореволюционных предприятий и созданных в 1920—1930-х годах производственных артелей возникли многие современные промышленные предприятия города.
В 1917 году в Галич приезжает Владимир Александрович Вишневский. Он занимается оборудованием обувной фабрики и организацией первой в Галиче электростанции по собственному дипломному проекту. 1 мая 1920 года состоялось официальное открытие электростанции. Электростанция располагалась в здании бывшей лавки Нешпанова ул. Подбельского 1а и имела локальный характер. Впоследствии электростанции были организованы в других районах. В 1938 в здании бывшего женского монастыря установлены два паросиловых двигателя, мощностью по 300 сил каждый. Всеобщая электрификация и свет в дома для жителей пришли в начале 60-х с подключением города в Единую энергосистему.
В ходе безбожной пятилетки, начавшейся в 1932 году из 16 церквей в Галиче были разрушены и полностью уничтожены 5.
В начале 1930-х возникла необходимость в обслуживании тракторов. Сельская кооперация стала закупать массово выпускавшиеся трактора «Фордзон-Путиловец». Для подготовки специалистов Галичская профтехшкола (ремесленное училище с 1916) была преобразована в тракторно-механическую школу, которая стала готовить специалистов для сельского хозяйства:бригадиров тракторных отрядов, трактористов, слесарей, комбайнеров, механиков. Для обучения школа имела трактора «Фордзон», «Фордзон-Путиловец». В 1938 г. школа была реорганизована в школу механизации сельского хозяйства, которая готовила специалистов: разъездных механиков МТС, бригадиров тракторных отрядов, слесарей, льнотеребильщиков, трактористов. В 1954 г. школа механизации переименована в Училище механизации сельского хозяйства №2.

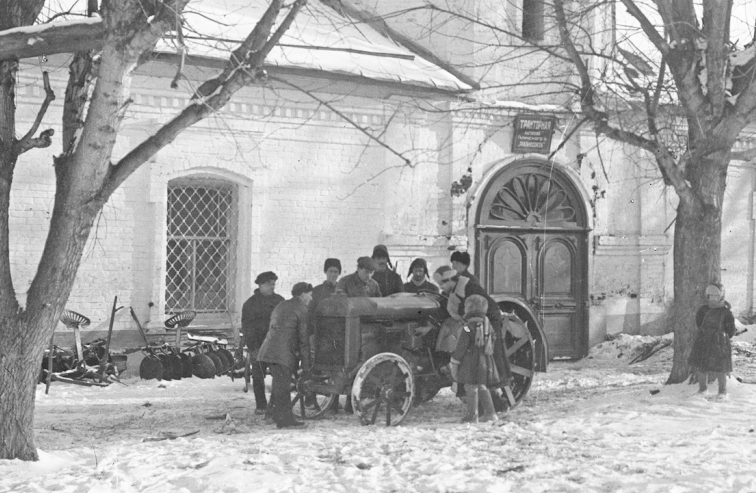
фото М.С. Смодора 1931 г. Галичская тракторная мастерская.

В послевоенный период возникли швейная, мебельная фабрики, завод металлоизделий, в 1961 году в Галиче был выпущен первый экскаватор, который положил начало истории Галичского автокранового завода. За годы советской власти в городе появились новые районы, состоящие из типовых пятиэтажных домов.
В 2009 году Галич отметил своё 850-летие. С XV века по 1928 год Галич являлся центром Галичского уезда, в настоящее время город — центр Галичского района.
Распоряжением Правительства Российской Федерации от 29 июля 2014 года № 1398-р «Об утверждении перечня моногородов» город включён в категорию «Монопрофильные муниципальные образования Российской Федерации (моногорода), в которых имеются риски ухудшения социально-экономического положения».

### Территория опережающего развития
В январе 2019 года премьер-министр РФ Дмитрий Медведев подписал постановление о создании территории опережающего развития в городе Галич.
- В экономику города планируется инвестировать около 8,5 млрд рублей.

## Городская символика

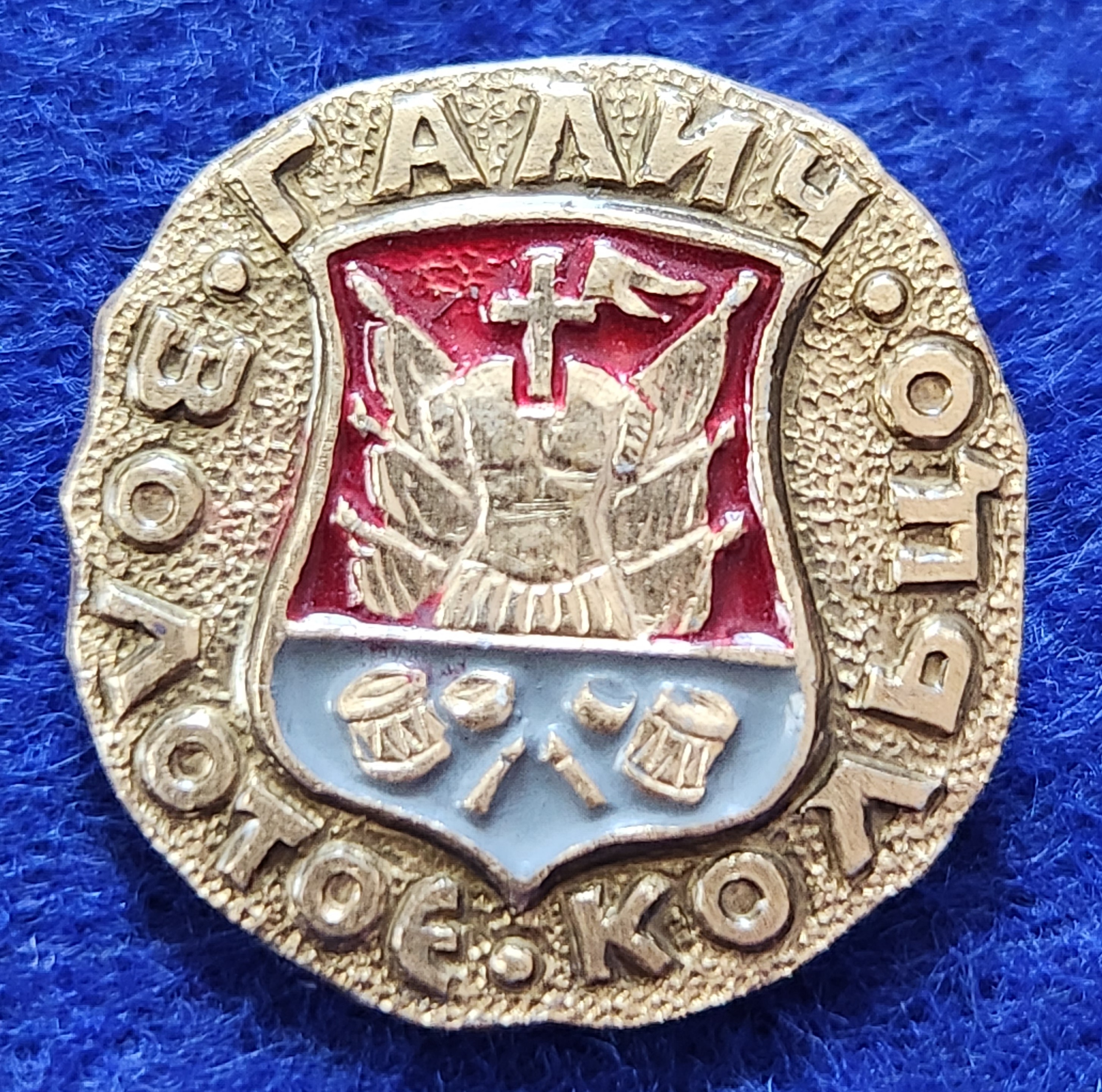
Значок с гербом Галича из серии «Золотое кольцо»

Герб Галича впервые появляется как эмблема для знамён Галичских полков в Знамённом гербовнике 1729 гг. (в золотом щите на красном поле на жёлтой земле разноцветная воинская арматура с белым крестом Св. Иоанна). В книге А. В. Висковатова «Историческое описание одежды и вооружения российских войск» указывается, что подобная эмблема на знамени полка использовалась с 1712 года: «Красныя съ синимъ, пересеченныя зеленымъ крестомъ, и съ золотыми изображеніями: въ верхнемъ углу, у древка, военной арматуры, а на средине — восьмиконечнаго креста».
29 мая 1779 года был утверждён герб уездного города Галича, в изображении которого на червлёном поле воинская арматура с выходящим из неё Крестом Иоанна Крестителя.
В советское время была предпринята попытка создать герб города, отражающий как историю, так и развитие экономики города. В 1967 году был официально утверждён проект преподавателя рисования Галичского педагогического училища В. Г. Крылова. Сложно разделённый геральдический щит содержал изображения боевых секир, звезды, серпа и молота, шестерни, хвойного дерева и озёрных волн.
21 февраля 2003 года городская Дума утвердила официальные символы — герб и флаг Галича, созданные на основе исторического герба. Галич также имеет официальный гимн города «Наш Галич старинный, ты — в сердце России».

## Население
| 1856    | 1877    | 1897    | 1913    | 1926    | 1931    | 1959    | 1967    | 1970    | 1979    | 1989    | 1992    |
| ------- | ------- | ------- | ------- | ------- | ------- | ------- | ------- | ------- | ------- | ------- | ------- |
| 5900    | ↘5600   | ↗6200   | ↗7400   | ↗8900   | ↗9200   | ↗16 119 | ↗19 000 | ↗19 374 | ↗21 270 | ↗21 652 | ↘21 500 |
| 1996    | 1998    | 2000    | 2001    | 2002    | 2003    | 2005    | 2006    | 2008    | 2009    | 2010    | 2011    |
| ↘21 200 | ↘20 900 | ↘20 200 | ↘19 900 | ↘19 151 | ↗19 200 | ↘18 500 | ↘18 200 | ↘17 438 | ↗17 572 | ↘17 346 | ↘17 300 |
| 2012    | 2013    | 2014    | 2015    | 2016    | 2017    | 2018    | 2019    | 2020    | 2021    |         |         |
| ↘16 974 | ↘16 825 | ↗16 934 | ↘16 869 | ↗16 927 | ↘16 922 | ↘16 911 | ↘16 844 | ↘16 754 | ↘12 856 |         |         |

На 1 января 2025 года по численности населения город находился на 845-м месте из 1124 городов Российской Федерации.
Национальный состав
По итогам переписи населения 2020 года проживали следующие национальности (национальности менее 0,1 % и другое, см. в сноске к строке «Другие»):
| Национальность | Численность, чел. | Доля     |
| -------------- | ----------------- | -------- |
| Русские        | 11 715            | 91,12 %  |
| Татары         | 44                | 0,34 %   |
| Украинцы       | 36                | 0,28 %   |
| Даргинцы       | 21                | 0,16 %   |
| Таджики        | 14                | 0,11 %   |
| Армяне         | 14                | 0,11 %   |
| Азербайджанцы  | 13                | 0,10 %   |
| Другие         | 999               | 7,78 %   |
| Итого          | 12 856            | 100,00 % |

## Физико-географическая характеристика
Город находится на южном берегу соимённого водоёма — Галичского озера (бассейн реки Костромы). Расположен в 114 км (по дорогам) к северо-востоку от областного центра, города Костромы.

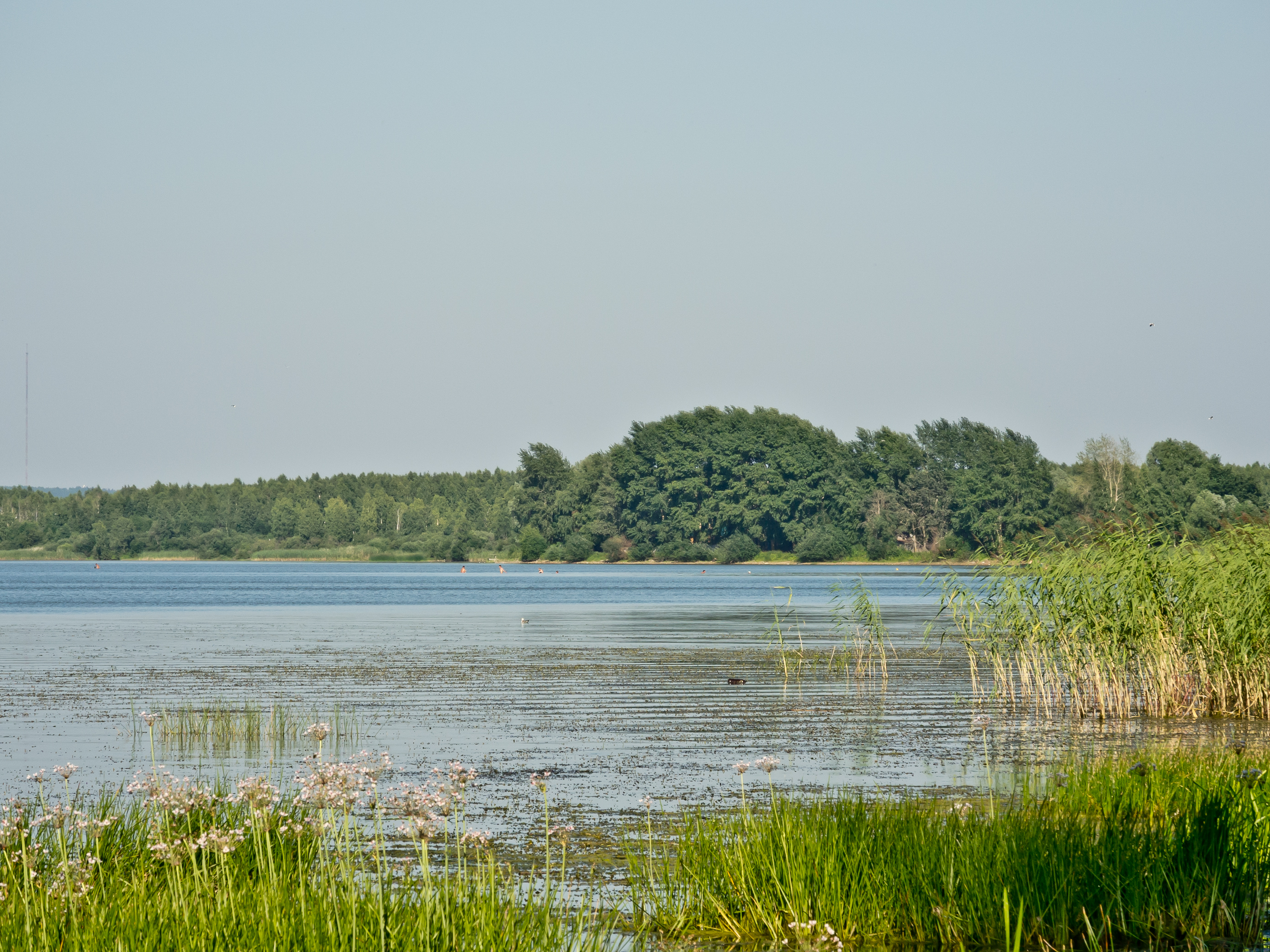
Галичское озеро

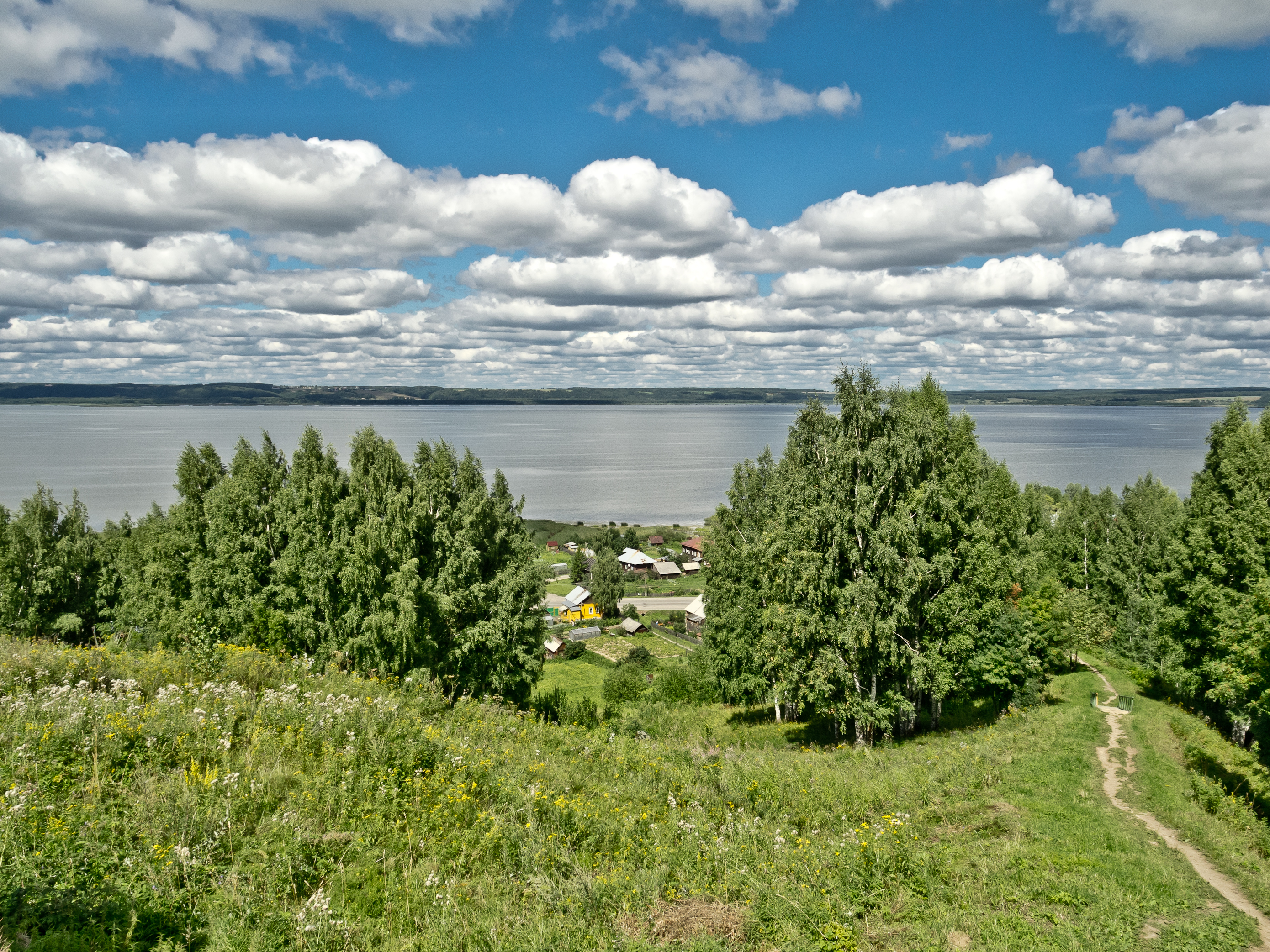
Гора Балчуг в Галиче

В центре города протекает река Кешма, длиной около 15 км и шириной в черте города около 2 м.

## Экономика
В советский период в городе работали машиностроительные предприятия (ПО «Металлист», Галичский автокрановый завод), предприятия пищевой (мясокомбинат, маслосыродельный завод — ныне АГП «Галич-сыр», хлебокомбинат, пивзавод, ликероводочный завод), лёгкой промышленности (обувная фабрика, швейная фабрика). Имелся кожевенный завод, леспромхоз, льнозавод и мебельная фабрика, фабрика металлоизделий, овощесушильный завод, секретный завод "Крептон", производивший электронику для оборонки, кирпичный завод. В настоящее время крупными в масштабах области или стратегическими для страны являются лишь два предприятия: ОАО «Галичский автокрановый завод» и ЗАО «Галичское» по птицеводству (птицефабрика). Продукция этих предприятий имеет большой спрос на территории России. Остальные предприятия изготавливают продукцию, распространяемую в основном на местном уровне. Имеются в Галиче и китайские кварталы, так как фабрика «Русский брат» и кожевенный завод практически не имеют русскоязычных сотрудников. По городу и в ближайших окрестностях разбросано множество заготавливающих древесину предприятий. 14 декабря 2022 года в Галиче ПАО «Сегежа Групп» официально открыт Галичский фанерный комбинат. В торжественной церемонии приняли участие губернатор Костромской области С.К.Ситников и президент компании М.В.Шамолин.

## СМИ

### Телевидение
Костромской филиал ФГУП «РТРС» обеспечивает на территории города приём первого (60 ТВК) и второго (24 ТВК) мультиплексов цифрового эфирного телевидения России.
Областной телеканал «Русь» вещает в аналоговом режиме на 31 ТВК.

### Радио
- 66,74 МГц Радио России / ГТРК Кострома
- 68,36 МГц Маяк
- 101,8 МГц Русское Радио / Открытый город Кострома
- 102,4 МГц Дорожное радио / Гольфстрим-FM
- 103,4 МГц Радио России / ГТРК Кострома
- 106,4 МГц Первое пионерское радио / Радио "Станция" (Radio "Station")

### Пресса
Общественно-политическая газета «Галичские известия»

## Транспорт
Галич связан автодорогами с Костромой, Чухломой, Судиславлем, Буем, Солигаличем, Неей. Движение по городу облегчено за счёт имеющейся объездной дороги.

### Автобусное сообщение
Внутригородской общественный транспорт представлен автобусами. Перевозчик — ООО "АТП".
Городские маршруты:
- №1 Железнодорожный вокзал — Кожевенный завод (по улице Луначарского)
- №3 Железнодорожный вокзал (кольцевой, по улицам Свободы, Леднева, Фестивальной, Луначарского)
- №4 Железнодорожный вокзал — Кожевенный завод (по улицам Леднева, Фестивальной)

Пригородные маршруты:
- №220 Галич — Курьяново
- №222 Галич — Толтуново
- №223 Чёлсма-2 — Галич, кожевенный завод
- №224 Орехово — Галич, Площадь Революции
- №226 Кабаново — Галич, больница
- №228 Галич (площадь Революции) — Красильниково
- №229 Дмитриевское — Галич, кожевенный завод
- №232 Галич — Ладыгино
- №234 Галич — Степаново
- №235 Дмитриевское — Галич, Пивзавод
- №236 Галич — Углево
- №237 Галич — Лопарёво

Междугородние маршруты:
- №506 Кострома — Галич
- №532 Галич — Солигалич
- №576 Галич — Солигалич

Проходящие маршруты:
- №508 Кострома — Парфеньево
- №510 Кострома — Судай
- №511 Кострома — Солигалич

### Железнодорожное сообщение
Через железнодорожную станцию Галич проходят маршруты как пригородного, так и дальнего сообщения. Большинство скорых поездов, следующих из Москвы и Санкт-Петербурга по северному ходу Транссибирской магистрали, имеют остановку в Галиче.

## Культура и достопримечательности
- Центр культуры и досуга «Ритм»
- Городской парк культуры и отдыха

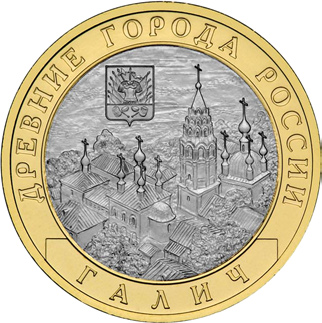
Монета Банка России — Серия: Древние города России: Галич. 10 рублей (2009 г.), реверс

- Галичский краеведческий музей. Был открыт 12 марта 1922 года. До 2002 года располагался в Богоявленской церкви, с тех пор находится в историческом доме на улице Луначарского, 11.

## Русская православная церковь

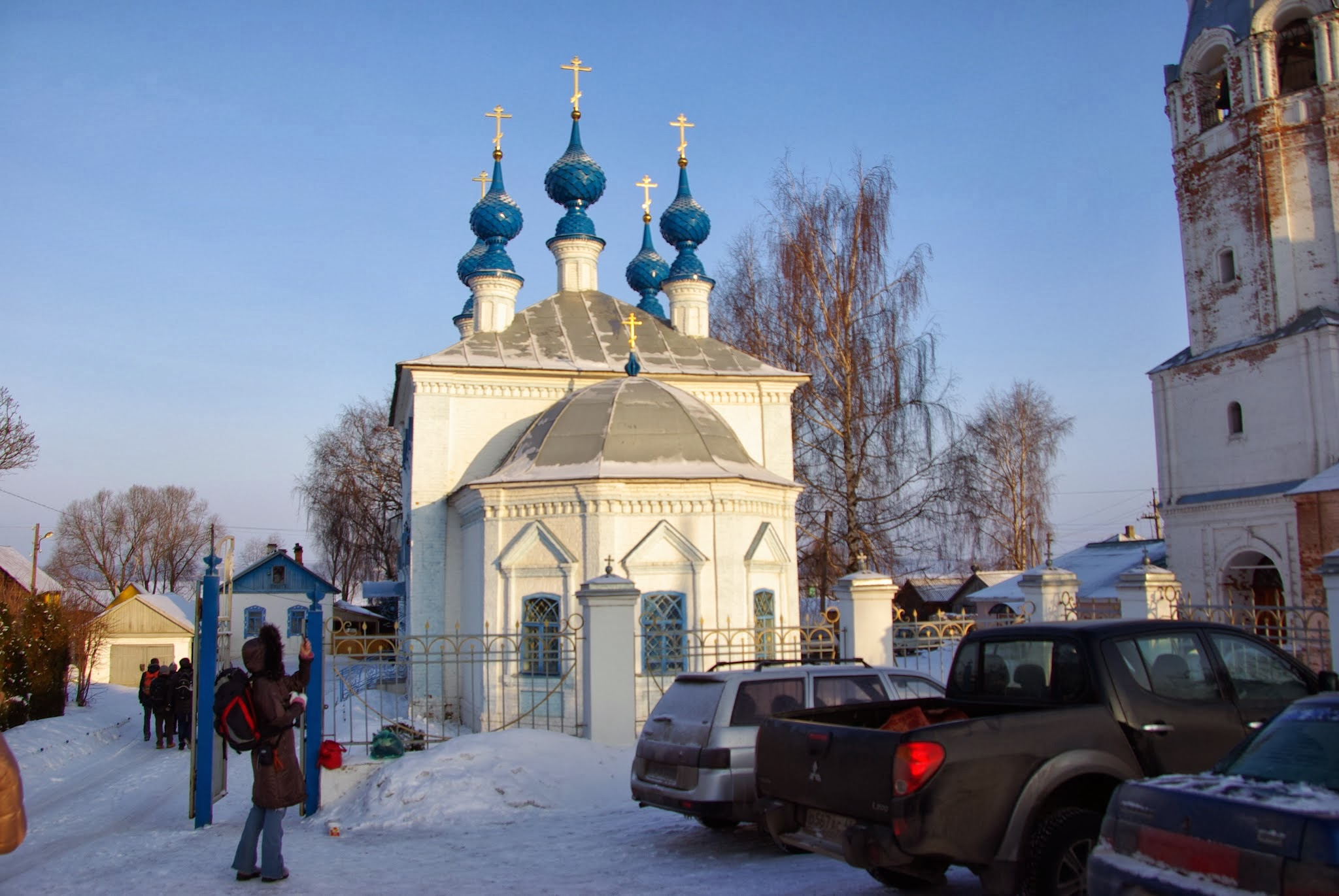
Введенский соборный храм

В Галиче находится епархиальное управление Галичской епархии, входящей в Костромскую митрополию Русской православной церкви. Кафедральный собор — Введенский собор (в котором хранится список Галичской иконы Божией Матери).
Действующие православные храмы: Паисиево-Галичский Успенский монастырь, Козьмодемьянская церковь.
Недействующие православные храмы: Никольский Староторжский монастырь с Троицким собором, Преображенский собор, Благовещенский собор, Воскресенская церковь, Смоленская церковь, Вознесенская церковь, Константино-Еленинская церковь, церковь Василия Великого, Богоявленская церковь.

## Образование
На данный момент в Галиче существует 4 средние школы, а также начальная школа № 7 (в 2019 г. де-юре присоединена к лицею №3), вечерняя школа (занимающая один из корпусов школы-лицея № 3), музыкальная, художественная и спортивная школы. В советское время и до середины 2000-х в Галиче существовала школа-интернат, которая была расформирована, а дети-сироты распределены в приёмные семьи и семейные детские дома (ныне в одном из её корпусов располагается детский сад). В Галиче имеется 8 дошкольных учреждений (детские сады, расположенные в пригородах, типа Челсмы, Михайловского и Дмитревского при этом не учитываются),  Центр развития ребёнка (информационно-методический центр) и Дом творчества (на базе бывшего дома пионеров). К средне-специальным образовательным учреждениям города относятся Галичский аграрно-технологический колледж, Галичский педагогический колледж (единственные, оставшиеся после укрупнения и слияния с СПТУ и ГПТУ).

## Известные галичане

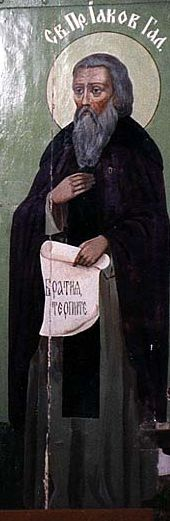
Иаков Галичский

- Иаков Галичский — православный святой, преподобный.
- Кирилл Новоезерский — православный святой, преподобный, основатель Кирилло-Новоезерского монастыря.
- Григорий Пельшемский (Лопотов) — православный святой, преподобный, основатель Пельшемского монастыря.
- Паисий Галичский — православный святой, преподобный[57].
- Свиньин, Павел Петрович — основатель и первый редактор журнала «Отечественные записки», писатель, художник, первооткрыватель и покровитель русских талантов из народа.
- Сытин, Герасим Матвеевич — герой Отечественной войны 1812 года.[58]
- Ляполов, Виктор Михайлович — герой Советского Союза с 1945 г.[59]
- Суслов, Алексей Николаевич — герой Советского Союза с 1945 г.[60]
- Михаил Маркович Смодор — российский фотограф. Автор большого числа фотографий запечатлевших историю и быт уездного города Галич начала XX века.
- Аким, Эфраим Лазаревич — советский и российский учёный в области космической баллистики, навигации космических аппаратов и планетологии, член-корреспондент РАН.
- Красовский, Феодосий Николаевич — советский астроном-геодезист, член-корреспондент АН СССР, определивший размеры земного референц-эллипсоида (эллипсоид Красовского).
- Успенский Фёдор Иванович — русский византинист, академик, автор трёхтомного труда «История Византийской империи».
- Мухамалов, Магомед Гаджиевич - российский научный деятель. Главный конструктор АО "НПП "Радуга".